# Elisabeth Lüderitz

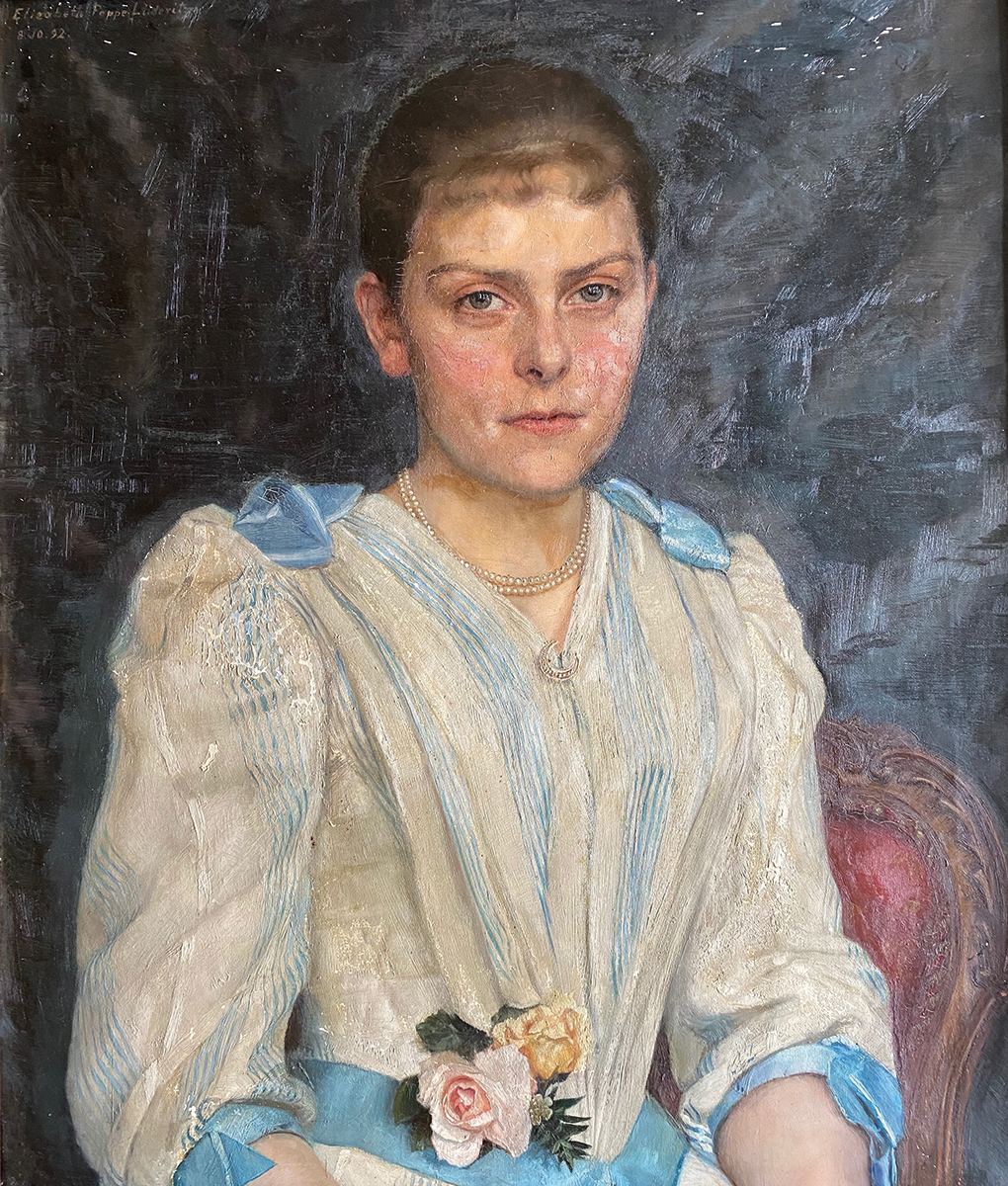
Selbstporträt Elisabeth Lüderitz

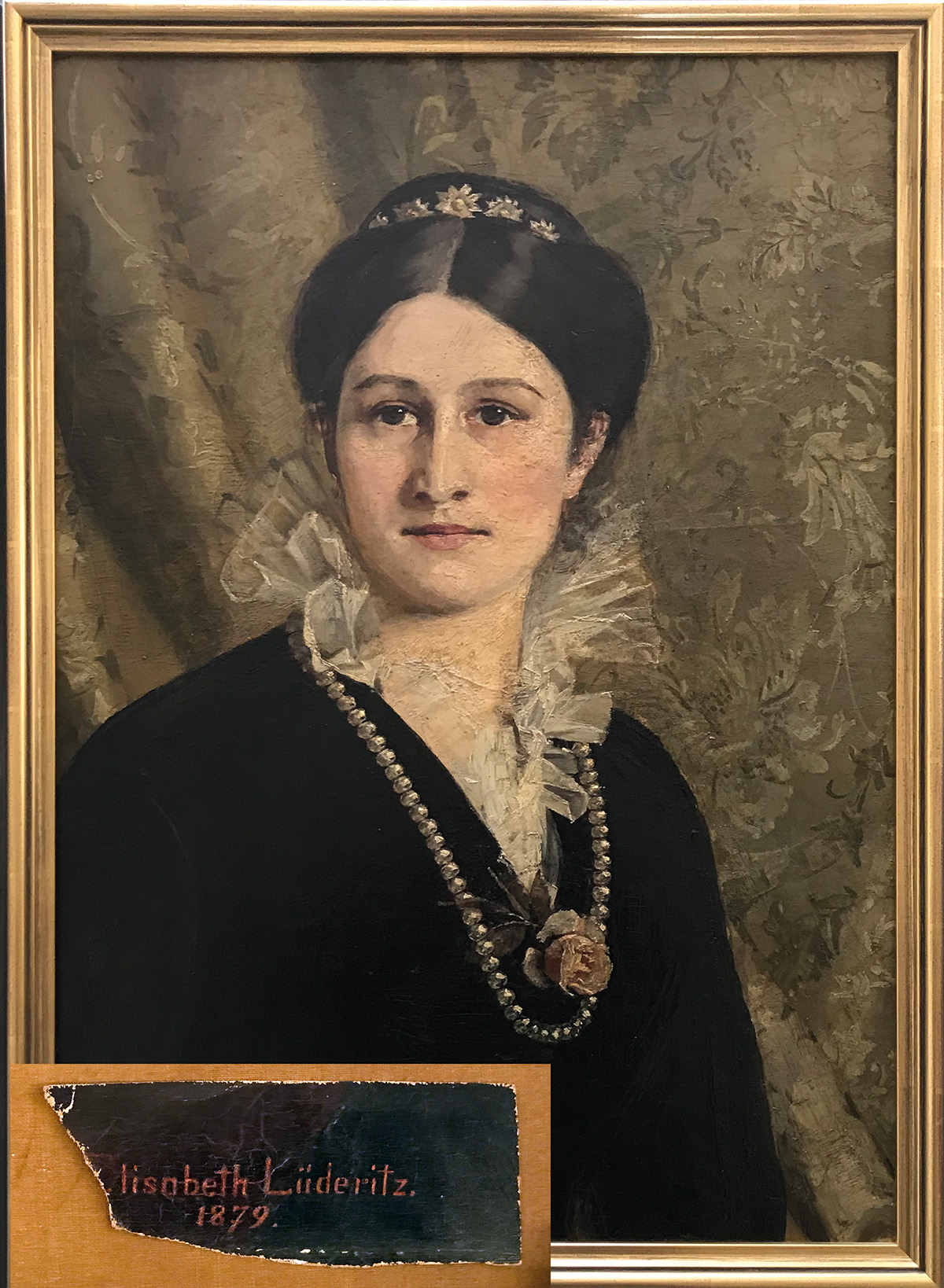
Porträt der Marie Nothnagel, gemalt von Elisabeth Lüderitz 1879

Elisabeth Poppe-Lüderitz (* 2. Oktober 1858 in Berlin; † 16. Februar 1930 ebenda) war eine international bekannte und mehrfach ausgezeichnete deutsche Künstlerin.

## Biografie

### Familie
Die Malerin Kathinka Dorothea Elisabeth Poppe-Lüderitz (bis 1891 Elisabeth Lüderitz) wurde als drittes Kind des Kaufmanns Carl Adolph Lüderitz und dessen Frau Kathinka Lucie Luise geb. Neider geboren. Ihre Mutter war eine Tante des Arztes und Professors Hermann Nothnagel (1841–1905), bei dem Elisabeths Bruder Carl Lüderitz (1854–1930) seine medizinische Ausbildung absolvierte. Elisabeths Bruder Hermann Lüderitz war ein Diplomat in Marokko.

### Ausbildung und Tätigkeit als Künstlerin
Elisabeth Lüderitz wuchs in der Berliner Friedrichstadt auf. Kunst an der Universität zu studieren, war ihr in dieser Zeit in Berlin nicht möglich (dies wurde über viele Jahre vom Direktor der Hochschule, Anton von Werner verhindert). Sie erhielt stattdessen privaten Malunterricht, unter anderem bei Carl Gussow (1843–1907), der für einige Jahre neben seiner Anstellung an der Akademie eine private Malschule betrieb, bevor er 1892 nach München wechselte. Auch besuchte sie die Malschule für Frauen, welche der Verein der Künstlerinnen und Kunstfreundinnen zu Berlin (VdKKB von 1867) unterhielt.
Nach ihren eigenen Angaben stellte sie seit 1880 regelmäßig Porträts für die jährliche Ausstellung der Königlichen Akademie der Künste (1880–1887) und beteiligte sich 1881 mit drei Bildern an der 39. Ausstellung des Kasseler Kunstvereins. Sie war 1891, 1893 und 1894 auf der Großen Berliner Kunstausstellung, 1891 und 1892 auf der 62. bzw. 63. Ausstellung der Akademie und 1893 auf der Weltausstellung in Chicago mit jeweils einem Bild vertreten. Bei der Großen Berliner Kunstausstellung 1895 war sie zum letzten Mal mit einem Porträt präsent. Bei der Internationalen Kunstausstellung Berlin ein Jahr später findet man sie zwar auf der Liste der in Berlin ausgezeichneten Maler, nicht aber als Ausstellerin. Nur eines der Bilder ist in einem Katalog abgebildet (Venus und Mars, gezeigt 1893 auf der Weltausstellung in Chicago)
1891 – noch als Elisabeth Lüderitz – erhielt sie als erst zweite Frau eine ehrenvolle Erwähnung des Senats der Akademie der Künste. 1892 wurde ihr dieselbe Auszeichnung zuteil, diesmal als Elisabeth Poppe-Lüderitz. Wie sie sich selbst sah, beschreibt sie in einer Künstler-Enzyklopädie: „Meiner äußerlich stillen Entwicklung im Familienkreise gemäß beschränkte ich mich im Wesentlichen auf Staffeleibilder … Meine Zugehörigkeit zur französischen Kolonie, meine Kunstreisen nach Paris, Italien und Wien, mein sonstiger Bildungsgang erzogen mich zu einer Lebensanschauung, die auf der Bewunderung der Antike und der Renaissance (Michelangelo, Venedig, Rembrandt) beruht, die weit abliegt von jener Modernität, für die Sophokles, Voltaire, Goethe nicht da sind …“
Elisabeth Poppe-Lüderitz war von 1880 bis 1896 Mitglied im Verein Berliner Künstlerinnen, dokumentiert vor allem durch ihre Ausstellungsaktivitäten, da das Archiv des Vereins weitgehend zerstört wurde. Danach verschwand sie aus der Öffentlichkeit. (Sie findet sich auch nicht im Katalog der ersten drei Ausstellungen der Berliner Sezession (1898–1901), war dort auch nicht Mitglied; dazu war ihre Kunst zu traditionell.)
Am 8. September 1891 heiratete sie den Berliner Rechtsanwalt Rudolf Poppe (1857–1937). Von 1891 bis zu seiner Pensionierung 1918 hatte die Familie verschiedene Adressen in Berlin, die darauf schließen lassen, dass es ihnen finanziell gut ging. Sie hatten wahrscheinlich keine Kinder.
Ein Selbstporträt von 1892 lässt darauf schließen, dass sie unter der Weißfleckenkrankheit (Vitiligo) litt, was von einem Rezensenten der Ausstellung kommentiert wurde mit „… und ihrem mit Holbeinscher Delikatesse und Wahrheitsliebe durchgeführten Selbstbildnis …“ Elisabeth Poppe-Lüderitz starb am 16. Februar 1930 in Berlin im Alter von 71 Jahren an Grippe und Entkräftung.

## Verzeichnis der Bilder
- Ausstellung der Königlichen Akademie der Künste 1880: Page.
- Ausstellung der Königlichen Akademie der Künste 1881: Portrait der Mrs O.
- 39. Ausstellung des Kasseler Kunstvereins 1881: Ein Mitglied der Chinesischen Gesandtschaft in Berlin; Page; Mann und Frau.
- Ausstellung der Akademie der Künste 1883: Portrait des Fräulein Caty H.
- Ausstellung der Akademie der Künste 1884: Portrait.
- Ausstellung der Akademie der Künste 1887: Portrait eines jungen Mädchens; Kinderportrait (Ganzkörper-Porträts).
- 62. Ausstellung der Akademie 1890: Euphrosyne - nach Goethes Elegie.
- Große Berliner Kunstausstellung 1891: Portrait.
- 63. Ausstellung der Akademie 1892: Nr. 926: Portrait; Nr. 927: Selbstportrait (mit rosa Bluse).
- Weltausstellung in Chicago 1893: Venus und Mars.
- Große Berliner Kunstausstellung 1893: Bildnis der Frau R.; Bildnis der Kinder des Herrn Dr. L..
- Große Berliner Kunstausstellung 1894: Damenbildnis.
- Große Berliner Kunstausstellung 1895: Bildnis.
- Ungelistet: Einzelporträt; Schachspiel; Familienrat (1888); Frauenporträt; Männerporträt (1898, 1899); Bildnis einer jungen Frau mit Pelzmütze; Bildnis einer jungen Römerin (1888).

## Verbleib der Bilder
Aus der Liste ihrer in Katalogen dokumentierten vierundzwanzig Bilder (s. oben) ist die Mehrzahl nicht mehr auffindbar, aber fünf befinden sich im Privatbesitz.
Zwei weitere sind als private Fotos nachweisbar. Diese beiden wurden durch eine Recherche wiederentdeckt:

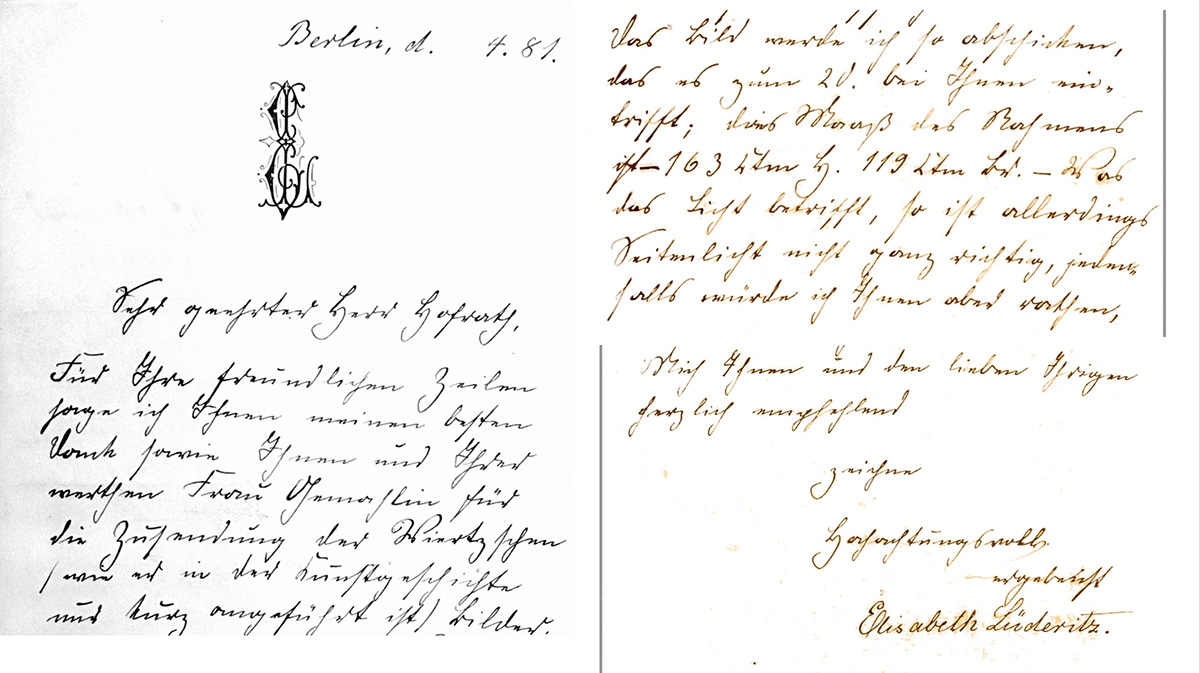
Brief der Elisabeth Poppe-Lüderitz

Hermann Nothnagel, dessen Frau Marie geb. Teubner nach der Geburt des vierten Kindes 1880 verstorben war, notierte in einem Brief vom 21. September 1880 an seinen Kollegen und Freund Vincenz Czerny (1842–1916) in Heidelberg die folgenden Sätze: „Ich sitze täglich 4, 5 Stunden und arbeite in der Klinik; zu Hause sehe ich meiner Cousine zu, welche mir zur Zerstreuung das lebensgroße Ölbild meiner Kinder malt, als Gegenstück zu Marie. So gehen wenigstens die Stunden hin…“ Über die Nachkommen von Nothnagel, die Familie Strasburger, fanden sich in deren Familienbesitz zwei Schwarz-weiß-Fotos von lebensgroßen Ölgemälden, die Elisabeth Poppe-Lüderitz zugeschrieben werden können; eines der beiden Originale (vermutlich Bildnis der Kinder des Dr. L.) ist wahrscheinlich verlorengegangen, das zweite (vermutlich Bildnis der Frau R., das Bild der Marie Nothnagel geb. Teubner) wurde auf Porträtgröße reduziert.
Im Nachlass fand sich weiterhin ein Brief der Elisabeth Lüderitz vom April 1881, der Hinweis gibt auf ein weiteres, lebensgroßes Porträt eines Zeitgenossen und Kollegen Nothnagels, möglicherweise des berühmten Botanikers Eduard Adolf Strasburger und dessen Ehefrau, der Pianistin Alexandra Julia Wertheim.
Im Auktionshaus Peretz & Ball, Saarbrücken wurde 2001 ein „Bildnis einer jungen Frau mit Pelzmütze“ angeboten. Auf einer Auktion bei Ebay im November 2019 wurden zwei Porträts – ein Mann und eine Frau im Alter von etwa 50 Jahren – angeboten, signiert von Elisabeth Poppe-Lüderitz und datiert 1898/1899. Im Auktionshaus Quentin, Berlin wurde 2021 (42. Auktion, Los 61) ein „Bildnis einer jungen Römerin“ angeboten und verkauft (1888). Herkunft und Verbleib dieser Bilder sind bislang unbekannt, aber sie zeigen, dass die Malerin auch nach 1896 weiterhin gemalt, wenn auch nicht mehr öffentlich ausgestellt hat.
Ihr Eintrag im Allgemeinen Künstler-Lexikon wurde im Mai 2019 aktualisiert.